# Orthosiinae
Orthosiinae là danh pháp khoa học của một phân tông thực vật có hoa trong tông Asclepiadeae thuộc phân họ Asclepiadoideae của họ Apocynaceae.

## Phân loại
Phân tông này gồm 4 chi như sau:
- Jobinia: Tách ra từ Cynanchum.[3]
- Monsanima
- Orthosia
- Scyphostelma: Tách ra từ Cynanchum.[3]